# GAZ M-21 Volga
GAZ-21 a fost un vehicul produs de GAZ între 1956 și 1971. Au fost vândute aproximativ 300.000 de unități ale mașinii și a fost foarte popular la vremea sa.

## Istoric
În 1954 GAZ a creat diverse prototipuri pentru un succesor al GAZ Pobeda și al GAZ-M2. Vehiculul a fost construit pe șasiul GAZ Pobeda, dar a prezentat o caroserie nouă. Motorul vehiculului provenea de la GAZ-M2, deoarece era destul de fiabil și robust, spre deosebire de alte motoare. Caroseria vehiculului a fost o versiune mai modernizată a celei de la GAZ Pobeda, partea din spate / spate a fost similară cu cea din Pobeda, dar partea din față are un aspect mai nou.
Vehiculul a fost lansat în 1956 și în acel an au fost vândute aproximativ 30.000 de unități. Vehiculul a început să se vândă mai repede decât celelalte vehicule contemporane, determinând GAZ să întrerupă GAZ Pobeda în 1958 și GAZ-M2 în 1969. Vehiculul, în ciuda faptului că a fost popular, a fost întrerupt în cele din urmă în 1971.